# Le Maître ou le Tournoi de go
Le Maître ou le Tournoi de go (名人, Meijin) est un  roman écrit par Yasunari Kawabata, prix Nobel de littérature. L'œuvre fut publiée une première fois en feuilleton dans un magazine en 1951, puis recueillie en volume en 1954. La première version française fut publiée en 1975 aux Éditions Albin Michel puis en 1988 dans Le Livre de poche.

## Résumé
Le roman suit le déroulement de la dernière partie de go jouée par le dernier des Hon'inbō, Shūsai, un an avant sa mort, contre le jeune Otake (ce dernier nom étant fictif).

## Inspiration
Le roman est basé sur la partie honorifique disputée par Hon'inbō Shūsai contre Kitani Minoru en 1938, organisée pour le remercier d’avoir offert le nom de sa maison à la Nihon Ki-in, laquelle en fit un titre de tournoi. Le vieux maître perdit cette partie de cinq points, ce qui est interprété dans le roman comme le signe que son héritage était entre de bonnes mains.

## Éditions françaises
- Le Maître ou le Tournoi de go  (trad. du japonais par Sylvie Regnault-Gatier), Paris, Albin Michel, 1975, 213 p.
- Le Maître ou le Tournoi de go  (trad. du japonais par Sylvie Regnault-Gatier), Le Livre de Poche, coll. « Biblio », 1988, 157 p.

## Adaptations
Sous le titre Le Maître de go, le roman a été adapté au théâtre par  Jean-Paul Lucet en 1990, avec Michel Bouquet dans le rôle de Shusai.

### Analyse relative au go
- Motoki Noguchi, L'usage de la force au jeu de go, Praxeo, septembre 2023, 544 p. (ISBN 9791093251028, présentation en ligne), Section VI - Le Maître de go, p. 483 - 528, analyse de la partie.